# Groß Wüstenfelde
Groß Wüstenfelde es un municipio situado en el distrito de Rostock, en el estado federado de Mecklemburgo-Pomerania Occidental (Alemania), a una altitud de 37 metros. Su población a finales de 2016 era de 800 habs. y su densidad poblacional, 31 hab/km².